# Nils Björklöf
Nils Torolf Björklöf (ur. 12 kwietnia 1921 w Ingå, zm. 16 lipca 1987 w Sztokholmie) – fiński kajakarz. Dwukrotny brązowy medalista olimpijski z Londynu.

## Kariera sportowa
Zawody w 1948 były jego jedynymi igrzyskami olimpijskimi. Brąz zdobył w kajakowych dwójkach na dystansie 1000 i 10 000 metrów, osadę tworzył również Thor Axelsson. W tym samym roku zostali mistrzami świata na dystansie 500 metrów.